# Iván (cantante)
Juan Carlos Ramos Vaquero (Madrid; 17 de julio de 1962), más conocido artísticamente como Iván, es un cantautor y músico español activo a finales de la década de los 70 y principios de la década de los 80, conocido por éxitos como "Fotonovela", "Sin amor", "Te quiero tanto" y "Baila".

## Biografía
Dio sus primeros pasos dentro de la esfera musical gracias a un compañero de colegio, que en aquellos tiempos colaboraba realizando ilustraciones y carteles para la Cadena SER. Este presentó a Juan Carlos Ramos Vaquero —el futuro Iván— a Joaquín Luqui y al cantante Toni Genil, que le consiguieron una actuación en un festival a beneficio de la Cruz Roja en mayo de 1979. Los periodistas que estaban en la sala se interesaron por él y lo presentaron a la discográfica CBS, con la que grabó su primer sencillo, Sin amor; esta canción era una versión la canción alemana Dschinghis Khan, adaptada al español por Luis Gómez-Escolar, que llegó al número 1 en dos semanas. La discográfica se gastó siete millones de pesetas en la promoción de su primer álbum, que incluía canciones como la citada Sin amor, Por una vez más, Te agradezco o Te quiero tanto. Su primera actuación en directo fue el sábado 9 de febrero de 1980.
Años más tarde, tras un parón en su carrera por el servicio militar, obtuvo otro gran éxito de la mano del productor Pedro Vidal con el tema Fotonovela en el año 1984, con el que Iván volvió a ser número 1 en España y consiguió entrar en los mercados europeos. En Perú, Fotonovela, fue el tema de cabecera de la telenovela Carmín, de gran éxito en los años ochenta. Poco después, la canción Baila fue la banda sonora de la Vuelta ciclista a España 1985. Junto con otros nombres como Pedro Marín o Carlos Pérez, capitaneó el spanish tecno-pop más sencillo.
En enero de 2012 anunció su vuelta con la publicación de nuevo disco y en la primavera de 2013 empezó una gira de acústicos por España.
En 1994, se estableció en Australia, país de origen de su esposa. Actualmente vive en Los Ángeles (California), después de 12 años en Miami, y está retirado de la vida pública, aunque sigue escribiendo y produciendo en su propio estudio. Es padre de la actriz Nathalia Ramos.

## Discografía
- Sin amor (1979), (CBS) (Sony Music).
- A solas (1980), CBS (Sony Music).
- Tiempo de Iván (1982), CBS (Sony Music).
- Baila (1985), CBS (Sony Music).
- Hey Mademoiselle (1986), CBS (Sony Music).
- Más difícil (1988), PM Discos.
- Vuelta a casa (1992), Rosa Records.
- Versos diversos (2001), Caliope Music.